# الساعة الزرقاء

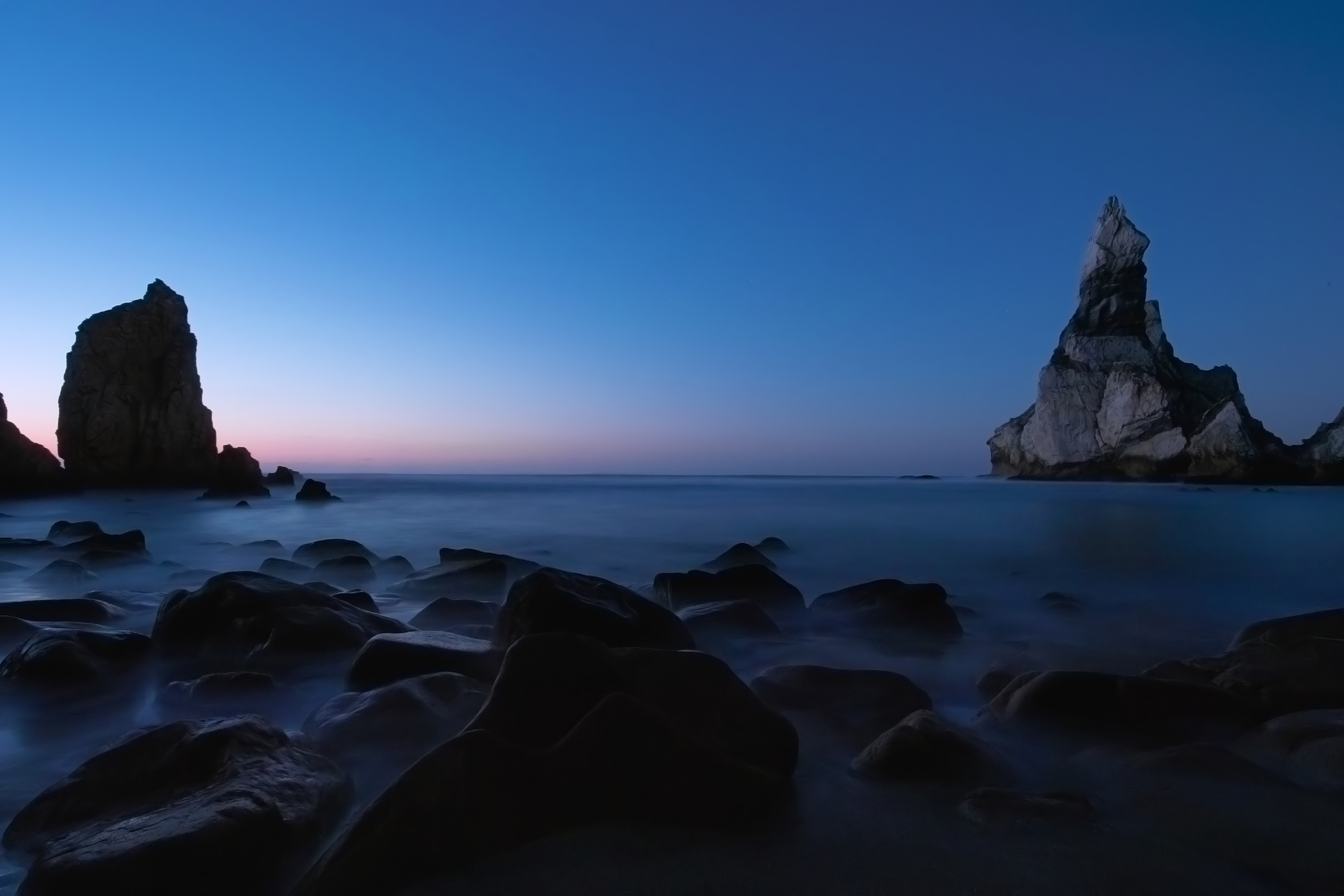
صورة ملتقطة أثناء الساعة الزرقاء

الساعة الزرقاء هو مصطلح يطلق على فترة زمنية تكون صباحاً ومساءً قبل الشروق بساعة وبعد الغروب بساعة حيث لا يكون هناك ضوء كامل ولا ظلمة كاملة، وتتلون السماء في هذه الأوقات باللون الأزرق والذي ليس بداكن ولا فاتح ولهذا سميت بالساعة الزرقاء. وتعتبر هذه الفترة الزمنية مميزة للتصوير بسبب روعة الألوان الموجودة في الصورة.

## وصلات خارجية
- موقع الساعة الزرقاء
- تطبيق الساعة الزرقاء